# Joseph Frassinetti
Joseph Frassinetti, né le 15 décembre 1804 à Gênes et mort le 2 janvier 1868 à Gênes, est un prêtre italien fondateur des fils de Sainte Marie Immaculée et reconnu vénérable par l'Église catholique.

## Biographie
Joseph Frassinetti naît à Gênes le 15 décembre 1804 de Jean Baptiste Frassinetti et d'Angèle Vial, de modestes commerçants. Ses trois autres frères, François, Raphaël et Jean deviendront également prêtres et sa sœur, Paule Frassinetti, fondatrice des sœurs de Sainte Dorothée sera canonisée en 1983. 
Il intègre le séminaire de Gênes où Antoine-Marie Gianelli est son maître de rhétorique. Peu après son ordination (le 22 septembre 1827), il collabore avec le père Louis Sturla pour le renouveau catéchétique de Gênes à travers les associations de saint Raphaël et sainte Dorothée. Toujours avec Sturla, il fonde une association pour l'élévation spirituelle et culturelle des jeunes membres du clergé, communément appelé congrégation du bienheureux Léonard dont font partie d'éminents ecclésiastiques (Augustin Roscelli, Gaetano Alimonda, Salvatore Magnasco (archevêque de Gênes), Thomas Reggio).
En 1831, il est nommé prêtre à Quinto al mare, sa sœur Paule venu l'aider, fonde les sœurs de Sainte Dorothée, puis en 1839, il est curé de Sainte-Sabine à Gênes. Le presbytère devient alors un centre de spiritualité ou œuvrent plusieurs prêtres dont ses frères Raphaël et Jean Frassinetti. Il popularise la pensée d'Alphonse de Liguori en écrivant le compendium de théologie morale de saint Alphonse Marie de Liguori, il est pour la communion fréquente et l'adoration eucharistique en opposition avec les rigueurs post-jansénistes, ses thèmes de prédilection sont la dévotion à la sainte Vierge, la fidélité au pape et à l'Église.
Après la fermeture de la congrégation du bienheureux Léonard à la suite d'une vague antireligieuse (1848) Frassinetti est l'un des fondateurs de l'association pieuse pour la préservation et l'augmentation de la sainte foi, une sorte d'Action catholique avant l'heure. Avec Salvatore Magnasco, alors archevêque de Gênes, il organise la première société catholique d'entraide (1854) consacrée à la défense économique et morale des travailleurs.
Il consacre une attention particulière aux jeunes laïcs désireux de vivre les conseils évangéliques dans la sécularité, en collaboration avec Angèle Maccagno et Don Dominique Pestarino, il fonde l'union des filles de Marie Immaculée (1855) (dont sera membre Marie-Dominique Mazzarello) puis la pieuse union des fils de Sainte Marie Immaculée (1860), anticipation des instituts séculiers contemporains. 
Les dernières années, il approfondit son zèle également en ce qui concerne la diminution des vocations. Il fonde la pieuse société des fils de Sainte-Marie Immaculée pour aider des jeunes gens pauvres voulant devenir prêtres, qui sous la direction de son successeur (Antonio Piccardo 1844-1925) donne de nombreux prêtres au diocèse de Gênes et à l'apostolat missionnaire, de cette œuvre est née la congrégation des fils de Sainte Marie Immaculée qui recueille et diffuse l'héritage spirituel de Frassinetti et prolonge son charisme marial et éducatif. Le père Frassinetti meurt à Gênes le 2 janvier 1868.
Le procès de canonisation commence à Gênes en 1916 et le 14 mai 1991 Jean Paul II le déclare vénérable.

## Sources
- http://www.santiebeati.it/dettaglio/92045 : Giuseppe Paolo Frassinetti